# Északkeleti átjáró

Hajózási útvonalak Nyugat-Európa és Dél-Korea között. A kék az északkeleti átjárón át a piros a Szuezi-csatornán keresztül

Az északkeleti átjáró (oroszul: Северный морской путь, azaz „Északi tengeri út”) tengeri útvonal az Atlanti-óceántól a Csendes-óceánra Oroszország szibériai partvidéke mentén. Az útvonal jó része sarkvidéki vizeken vezet és bizonyos részei évente csak mintegy két hónapig mentesek a jégpáncéltól.
Az északi tengeri útvonal után sok évszázadon keresztül kutattak, főleg gazdasági okokból. Kezdetben a vikingek, akik új útvonalakat kerestek a prém- és elefántcsontkereskedelem számára és új letelepedési területeket, a felfedezések korában pedig Európa többi hajós népe érdeklődését is felkeltette a feltételezett útvonal létezése. 1553-ban Richard Chancellor is az északkeleti átjárót keresve jutott el a mai Arhangelszk vidékére; útjának eredménye a diplomáciai kapcsolatok létrehozása lett Anglia és Oroszország között.

## AMangazeja-út

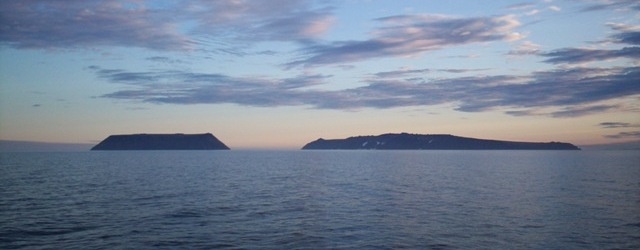
A Diomédesz-szigetek a Bering-szorosban

Oroszországban az északi tengeri útvonal gondolatát először Geraszimov diplomata vetette fel komolyan, 1525-ben. Pedig a Fehér-tenger partvidékének gyarmatosai és kereskedői, a pomorok, már a 11. századtól kezdve elkezdték az útvonal egyes részeinek felderítését.
A 17. századra már folytonos tengeri utat létesítettek Arhangelszk és a Jenyiszej torkolata melletti Mangazeja kereskedelmi lerakattal. A Mangazeja-út az északi tengeri útvonal korai elődje volt.

## Barents

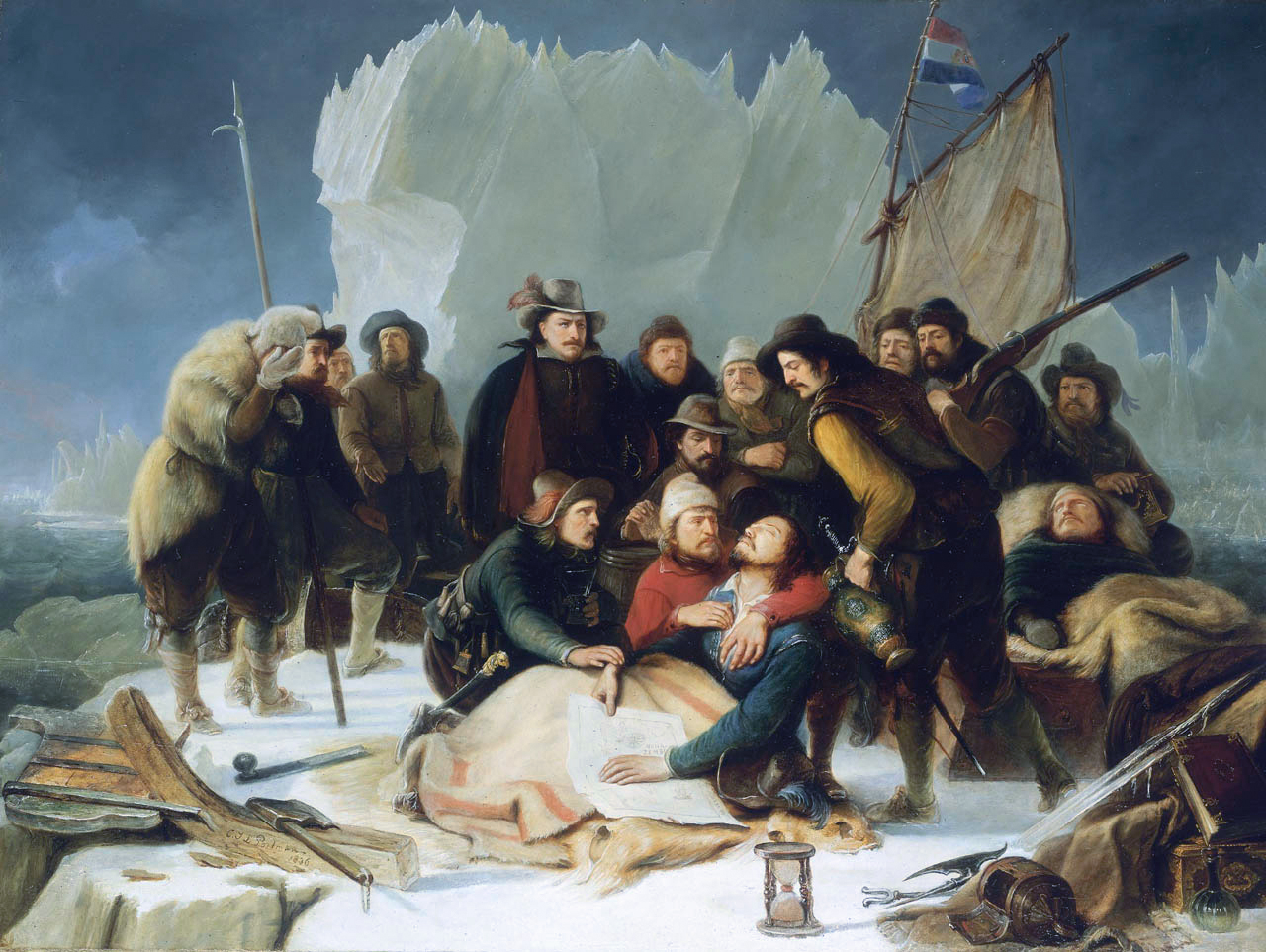
Willem Barents halála, Christiaan Julius Lodewyck Portman képe

Az átjárót más észak- és nyugat-európai országok – Anglia, Hollandia, Dánia, Norvégia – hajósai is kutatták, akik Kína és India felé kerestek új, reményeik szerint a délinél rövidebb tengeri utat. Bár ezek a korai expedíciók nem találták meg az átjárót, számos felfedezéshez vezettek. A leghíresebbek a holland Willem Barents utazásai a 16. század végén, aki többek közt felfedezte a Spitzbergákat, majd utolsó útján életét vesztette.

## A kozákok és Gyezsnyov
Attól való félelmében, hogy az angolok, vagy a hollandok megvetik a lábukat Szibériában, Oroszország 1619-ben lezárta a Mangazeja-utat. (Előzőleg Henry Hudson, 1608-ban sikertelen kísérletet tett az észak-keleti átjárón való áthajózásra.) A pomorok aktivitása Észak-Ázsiában lehanyatlott és a 17. században a régió felfedezői már a szibériai kozákok, akik a kocs nevű speciális sarkvidéki hajóikkal egyik folyótorkolatól a másikig hajóztak. Fedot Alekszejev és Szemjon Gyezsnyov 1648-ban a Kolima folyó torkolatától kelet felé hajózva kijutott a Csendes-óceánra, a Csukotka-félszigethez, és ezzel bebizonyították azt is, hogy Ázsia és Észak-Amerika közt nincs szárazföldi kapcsolat.

## Bering
Nyolcvan évvel később egy másik orosz felfedező, a dán születésű Vitus Bering a Kamcsatka-félszigetről indult észak felé Szent Gábriel nevű hajóján és felfedezte a ma a nevét viselő tengerszorost (Bering-szoros). Ő adott nevet a Diomede-szigeteknek is, amelyeket az ellenkező irányból érkezve már Gyezsnyov is elért és leírt.
Bering útjai 1725 és 1730 között része voltak egy nagyobb tervnek, amely I. Péter orosz cártól eredt, és amelyet "Kamcsatka Expedíció" néven emlegettek. Az ugyancsak Bering vezette "Második Kamcsatka Expedícióra" 1735 és 1742 közt került sor. Két hajó, a Szent Péter és a Szent Pál vettek benne részt, az utóbbi parancsnoka Alekszej Csirikov kapitány volt, Bering helyettese az első expedícióban. A hajókat egy vihar szétválasztotta egymástól. Csirikov elsőként térképezte fel Észak-Amerika északnyugati partvidékét. Bering a visszaúton felfedezte az Aleut-szigeteket, de megbetegedett és a Szent Péternek horgonyt kellett vetnie egy szigetnél Kamcsatka közelében. Itt Bering meghalt.

## Későbbi expedíciók

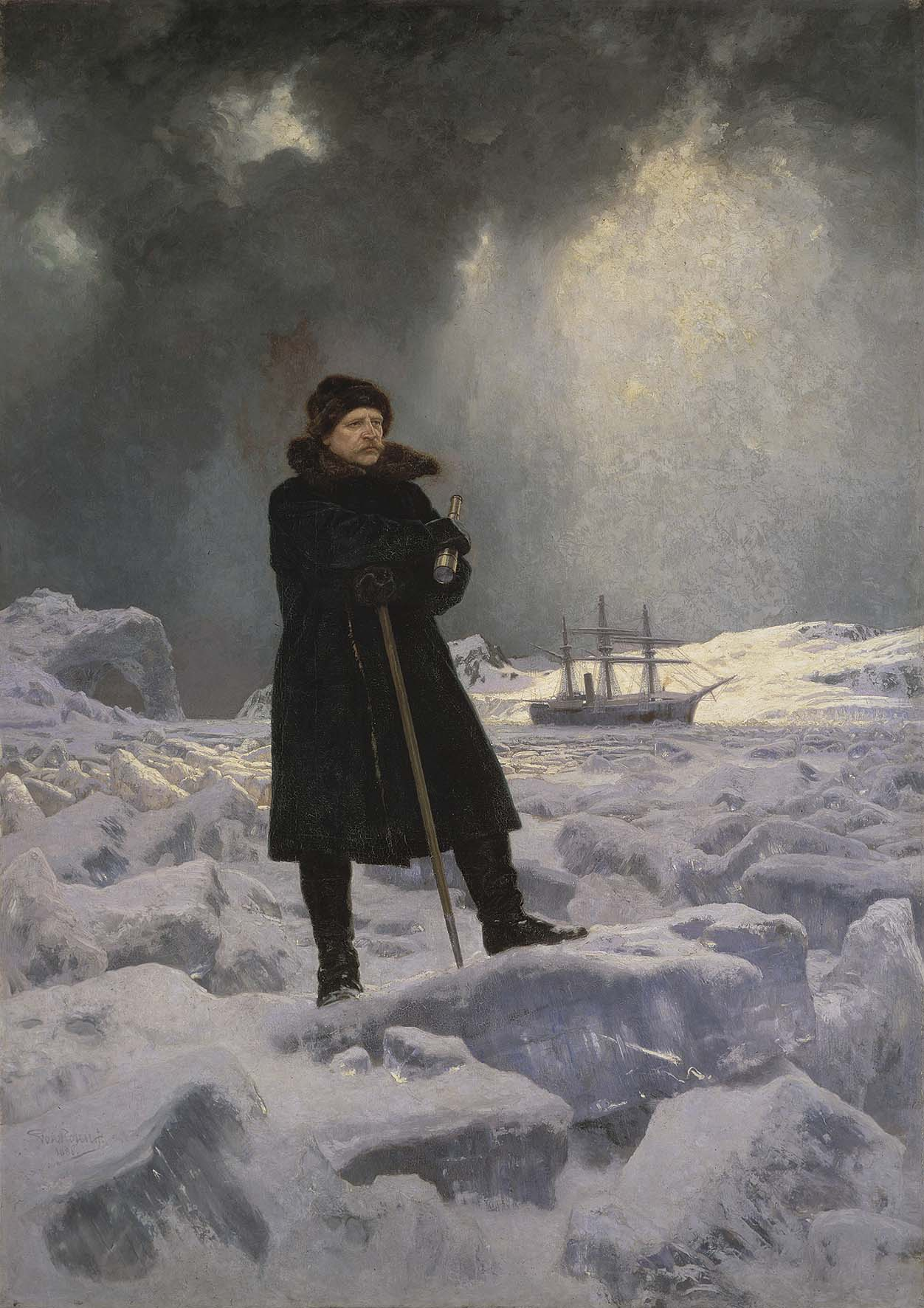
Nordenskiöld expedíción a Vega hajóval, Georg von Rosen 1886-ban készült festménye

Az orosz cári flotta egyes egységei Beringtől és Csirikovtól függetlenül kísérleteztek.
Az egy ilyen expedíció Szemjon Ivanovics Cseljuszkin vezetésével 1742 májusában elérte az északkeleti átjáró – és egyben az eurázsiai kontinens – legészakibb pontját, a Cseljuszkin-fokot.
A későbbi expedíciók: Vaszilij Csicsagov az 1760-as években, Joseph Billings és Gavril Szaricsev (1785–95), az 1820-as években Ferdinand Petrovics Vrangel, Pjotr Fjodorovics Anjou, Fjodor Litke báró és mások. 1872 és 1874 között az osztrák–magyar északi-sarki expedíció szintén megpróbálta megtalálni azt a hajózható tengeri folyosót, mely keletre vezet (ehelyett felfedezték a Ferenc József-földet).
A 19. század közepére bizonyosodott be, hogy az átjáró teljes hosszában hajózható. Az első sikeres teljes útra azonban csak 1878-ban került sor, amikor a finn-svéd Nordenskiöld báró nyugat-keleti irányban végighajózott az átjárón. 1915-ben az utat Borisz Vilszickij orosz expedíciója az ellenkező irányban is megtette.
Az átjáró kereskedelmi újrahasznosítása már egy évvel Nordenskiöld útja előtt megkezdődött, amikor a "Kara-expedíciók" mezőgazdasági termékeket szállítottak a Kara-tengeren keresztül Szibéria távoli vidékeire. Nem volt azonban könnyű az út: 1877 és 1919 között 122 konvojból csak 75 jutott át és összesen mindössze 55 tonna rakományt juttattak célba. 1911-től Vlagyivosztokból egy évben egyszer gőzhajójáratok indultak Kolimába.
Nordenskiöld, Nansen, Amundsen, DeLong, Makarov és mások expedíciókat vezettek a régióba, de ők tudományos és kartográfiai célokból.

### Az orosz forradalom után
A rádió, a gőzhajó és a jégtörő hajók lehetővé tette az átjáró gyakoribb használatát. Az 1917-es forradalom után a kommunistává lett Oroszország nemzetközileg elszigetelődött, ami megnövelte az északi út fontosságát. Ez volt a Szovjetunió keleti és nyugati területeit összekötő legrövidebb út, és egyben az egyetlen, amely nem vezetett keresztül ellenségesen viselkedő országok vizein.
1932-ben az Otto Juljevics Schmidt professzor vezette szovjet expedíció lett az első, amely egyetlen nyár alatt elhajózott Arhangelszktől a Bering-szorosig anélkül, hogy megállt volna kitelelni. Néhány újabb, 1933-ban és 1934-ben történt próbálkozás után 1935-től hivatalosan is megnyílt az északkeleti átjáró mint kereskedelmi útvonal. A következő évben az orosz balti flotta egy része is végigjárta az utat, mivel fegyveres konfliktus fenyegetett Japán ellen.
Már 1932-ben felállították az Északkeleti Átjáró Hivatalát, amelynek első vezetője Otto Schmidt lett. A hivatal a hajózás zavartalanságát biztosította és kikötőket épített.
A Szovjetunió felbomlása után, az 1990-es évektől a sarki hajózás lehanyatlott. Többé-kevésbé rendszeres járatok nyugaton csak Murmanszk és Dugyinka, keleten Vlagyivosztok és Pevek közt közlekednek. Dugyinka és Pevek közt szinte nincs hajózás.